# 大津皓一
大津 皓一（おおつ こういち、1929年 - ）は、日本の脚本家・放送作家。熊本県山鹿市大字山鹿出身。全州公立尋常小学校、全州公立南中学校、熊本県立鹿本中学校、文化学院大学部美術科卒業。

## 略歴
- 文化学院では同人誌『シナリオ新人』を創刊、同窓生に山田正弘・井上章らがいる。
- 1954年、東宝映画文芸部に脚本研究生として所属。『阿部一族』など重厚な作風で知られた映画監督・熊谷久虎に師事する。
- 1958年、新進作家たちによる脚本家グループ「Zプロ」（今戸公徳がリーダー）に参加。メンバーには山田正弘・布施博一・向田邦子らがいた。日本テレビ『ダイヤル110番』で脚本家としてデビュー。
- 1964年、TBSの芸術祭参加ドラマ『土曜と月曜の間』を今野勉と共に執筆 、主演 高松英郎。
- 1965年、TBS『土曜と月曜の間』が、イタリア賞グランプリを受賞。
- 1966年、千葉真一主演の日米合作映画『海底大戦争』の脚本を担当。